# Money for Nothing (album)
Money for Nothing is het eerste compilatiealbum van de Britse rockband Dire Straits. Op de hoes van het album staat het bekende animatiepoppetje dat ook in de clip van "Money for Nothing" te zien was. Op 25 oktober 1988 werd het album uitgebracht.

## Tracks
| 1.                 | Sultans of Swing                 | 5:46  |
| 2.                 | Down to the Waterline            | 4:01  |
| 3.                 | Portobello Belle                 | 4:33  |
| 4.                 | Twisting by the Pool             | 3:30  |
| 5.                 | Tunnel of Love                   | 8:10  |
| 6.                 | Romeo and Juliet                 | 5:56  |
| 7.                 | Where Do You Think You're Going? | 3:30  |
| 8.                 | Walk of Life                     | 4:08  |
| 9.                 | Private Investigations           | 5:50  |
| 10.                | Telegraph Road - Live (Remix)    | 11:59 |
| 11.                | Money for Nothing                | 4:06  |
| 12.                | Brothers in Arms                 | 4:49  |
| Totale duur: 66:18 |                                  |       |

## Latere compilatiealbums
- Screenplaying (1993, compilatie van soundtracks van Mark Knopfler)
- Sultans of Swing (1998)
- Private Investigations (2005)

Mark Knopfler · John Illsley
Guy Fletcher · Alan Clark · David Knopfler · Pick Withers · Hal Lindes · Terry Williams · Jack Sonni